# Martha Coston
Martha Jane Coston (ur. 12 grudnia 1826 w Baltimore, zm. 9 lipca 1904) – amerykańska bizneswoman, wynalazczyni flar.

## Życiorys
Martha Coston urodziła się w 1826 roku w Baltimore. Nie otrzymała żadnego formalnego wykształcenia. Wcześnie wyszła za mąż (w wieku 15 lub 16 lat), za 21 letniego Benjamina Franklina Costona, który zmarł w listopadzie 1848 roku, zostawiając 21-letnią żonę z trójką dzieci na utrzymaniu (część źródeł podaje informację o czwórce dzieci ponieważ Martha mogła być w ciąży w momencie śmierci męża, jednak dwoje z czwórki zmarło w ciągu kolejnych dwóch lat). Po śmierci męża odkryła wśród jego dokumentów notatki dotyczące konstrukcji flar sygnałowych. Opracowany przez męża wynalazek wymagał jednak dopracowania. Założeniami dla nowego typu flar były: długi czas świecenia, możliwość wykonania w kilku kolorach oraz łatwość uruchomienia. Do pracy nad wynalazkiem zatrudniła zespół chemików. Opracowane przez zespół flary były ulepszane i testowane przez 10 lat zanim Martha Coston zdecydowała się na ich opatentowanie w 1859 roku. Założone przez nią przedsiębiorstwo Coston Manufacturing Company produkowało długoświecące flary w barwach czerwonej, białej i zielonej.
Sam patent amerykański o numerze 23,536, dotyczący zarówno konstrukcji flar jak i barwnego systemu kodowej komunikacji nocnej, uzyskała 5 kwietnia 1859 roku, po czym sprzedała go Marynarce Wojennej Unii za 20.000 dolarów. Wojsko wprowadziło opatentowany system kodowy i od razu zamówiło 300 flar jej produkcji. W czasie wojny secesyjnej sprzedawała swoje produkty marynarce po kosztach, przez wiele lat walczyła później o rekompensaty za te dostawy.
Dalsze prace na flarami doprowadziły do uzyskania przez Marthę Coston w 1871 roku kolejnego amerykańskiego patentu, o numerze U.S. 115,935, na nowy system inicjowania zapłonu flary (poprzez przekręcanie).
Zmarła 9 lipca 1904 roku w Filadelfii w wieku 77 lat. Bezpośrednio po śmierci przedsiębiorstwo zostało przemianowane na Coston Signal Company, a następnie na Coston Supply Company i działało na rynku do 1985 roku.